# Filitosa

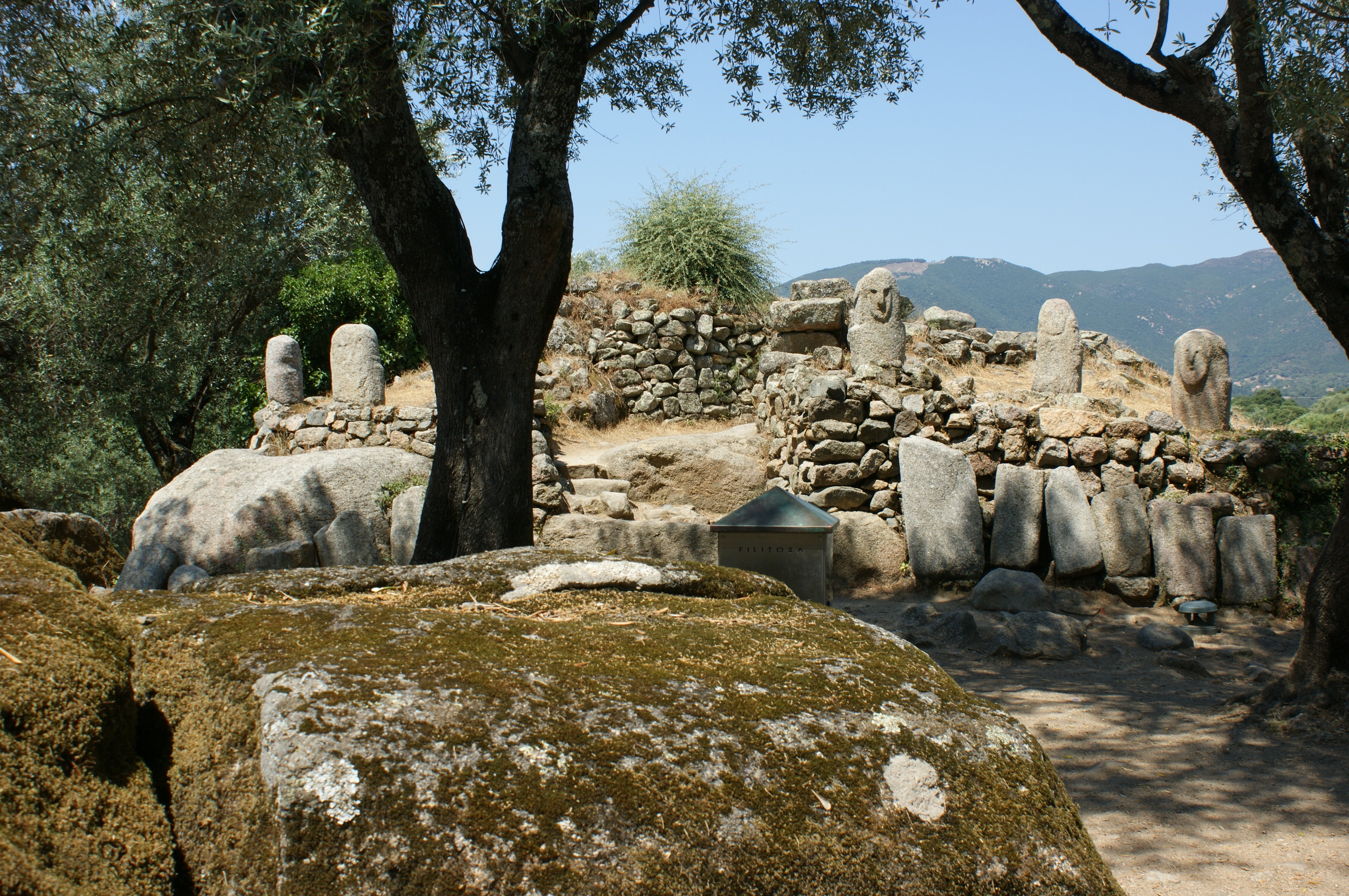
Fortificații la Filitosa

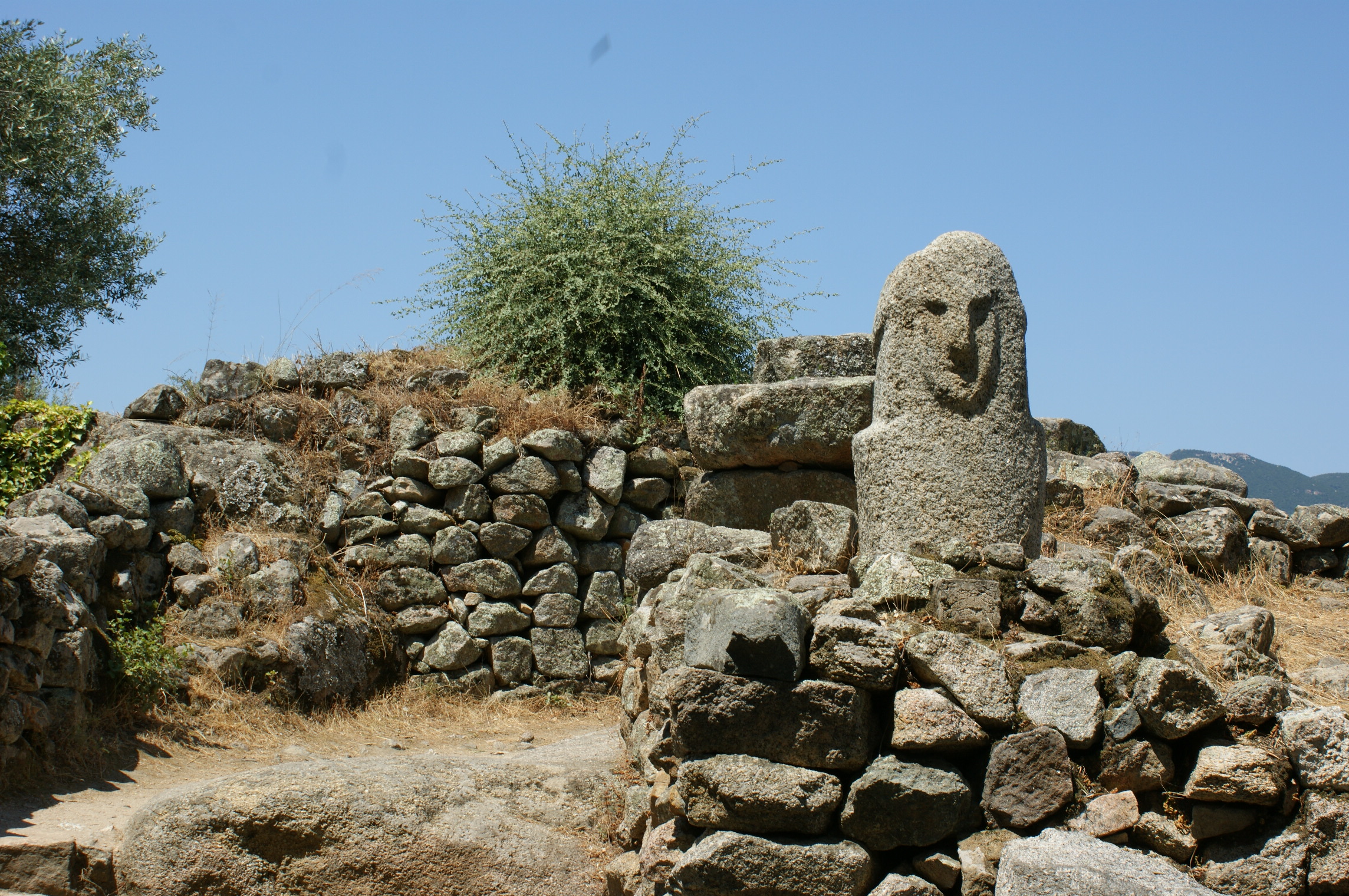
Statuie megalitică pe fortificațiile de la Filitosa

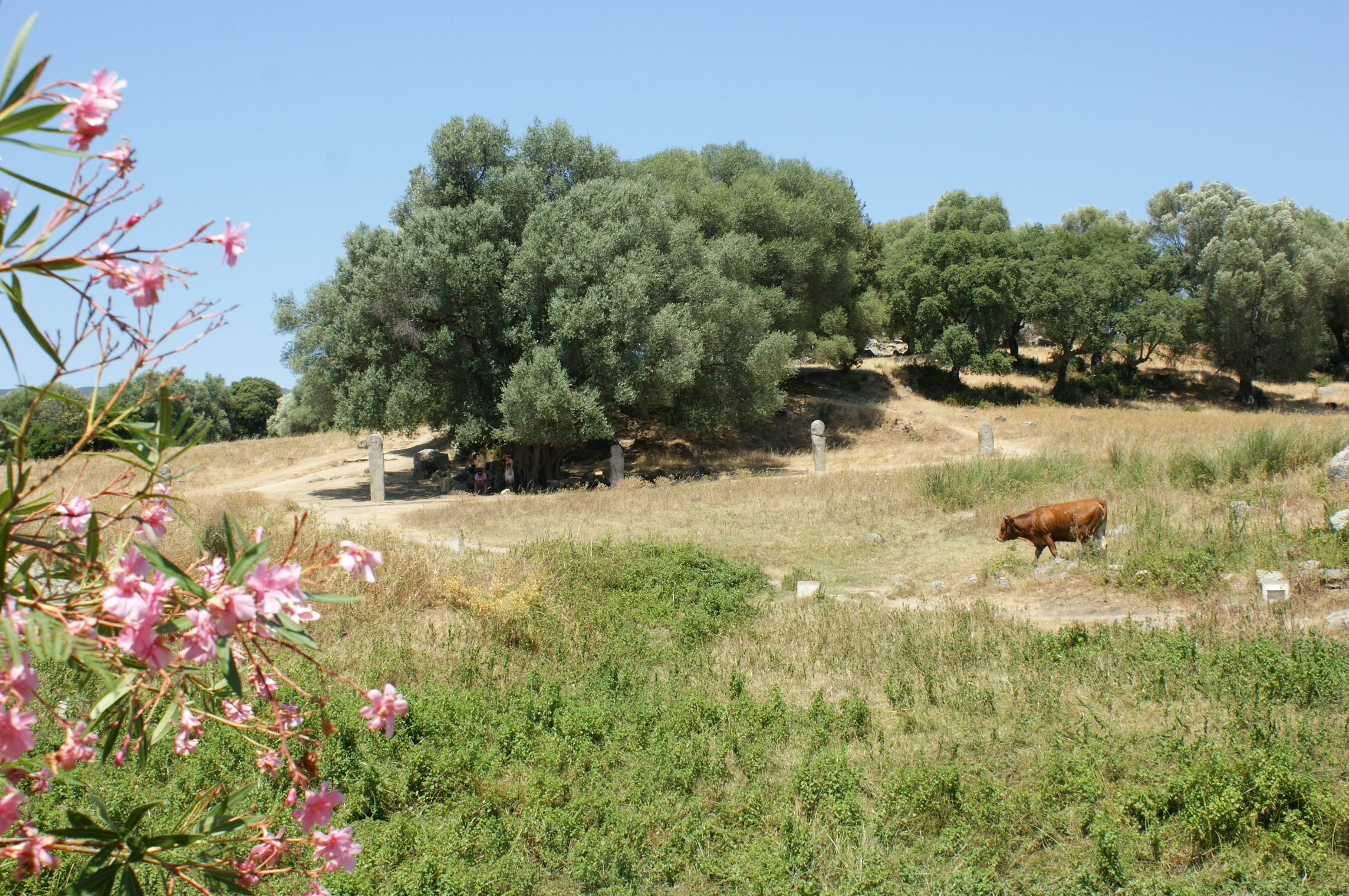
Complexul de la Filitosa.

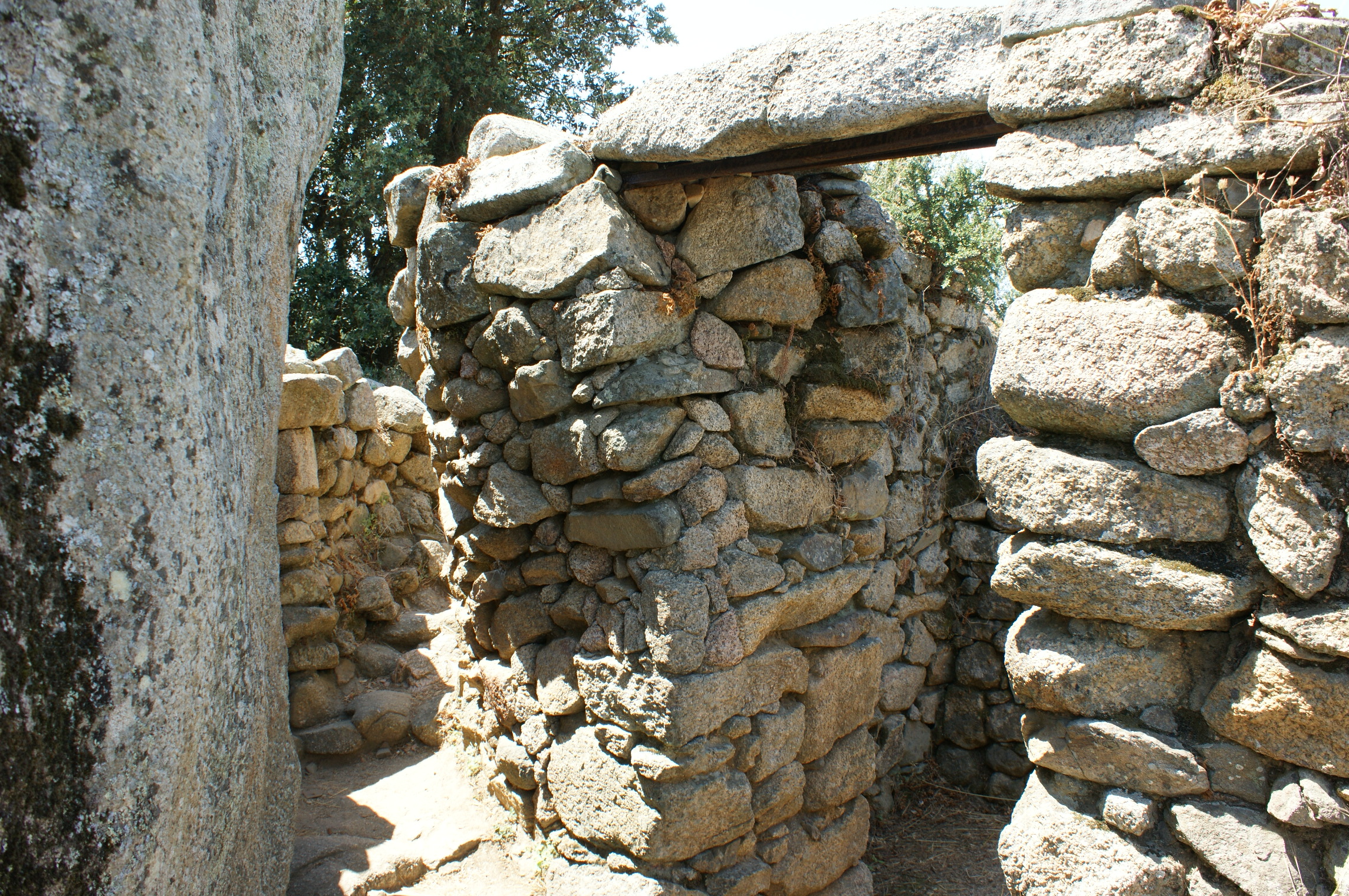
Locuințe la Filitosa.

Filitosa este o localitate în sudul Corsicii unde în 1946 s-a descoperit o civilizație megalitică preistorică datată la aproximativ 8000 de ani în urmă.

## Istorie
Civilizația de la Filitosa acoperă perioada neoliticului până la începutul epocii bronzului.
Situl a fost descoperit de proprietarul terenului, Charles-Antoine Cesari, iar Roger Grosjean a început excavările arheologice în 1954.  In jurul anului 1500 ÎdC au fost ridicați menhiri sculptați cu chipuri umane.  Istoricii speculează că acești mehniri au avut rolul de a crea potențialilor invadatori impresia că apărătorii erau mai numeroși. Se pare însă că această tactică nu și-a atins scopul, iar locul a fost cucerit de un trib de torreeni.